# Foster Crater
Foster Crater är ett berg i Antarktis. Det ligger i Östantarktis. Nya Zeeland gör anspråk på området. Toppen på Foster Crater är 1 286 meter över havet.
Terrängen runt Foster Crater är kuperad åt sydost, men åt nordväst är den bergig. Trakten är obefolkad. Det finns inga samhällen i närheten. 